# 圣玛丽亚德拉韦加
圣玛丽亚德拉韦加（西班牙語：Santa María de la Vega）是西班牙卡斯蒂利亚-莱昂萨莫拉省的一个市镇。 总面积18平方公里，总人口476人（2001年），人口密度26人/平方公里。